# ランディ・マイズナー
ランディ・ハーマン・マイズナー（Randy Herman Meisner、1946年3月8日 - 2023年7月26日）は、 アメリカ合衆国・ネブラスカ州スコッツブラフ出身のの音楽家、作曲家、ベーシスト。ポコ、イーグルスの創設メンバーとして著名。リズム感に優れベーシストとしての評価が高い。ボーカルとしては、音域が非常に広く高音を得意としている。

## キャリア
ドイツ系移民（祖父母の世代に移住）の小作農民の息子として生まれる。父方にバイオリン教師がおり、また本人の母も歌、音楽を愛する人物であった。同世代の多くのロックミュージシャン同様、10歳の時に、エド・サリヴァン・ショーに出演したエルヴィス・プレスリーを観て衝撃を受け、ギターを手にする。熱心な練習によりその技能が向上する中、一人の教師にベースギターを勧められ、ベース演奏と出会う。高校をドロップアウトし、音楽で生計を立てることを決心、1961年にザ・ダイナミックスのメンバーとして初めて人前で演奏する。コンサート、ダンスパーティーなどのライブ演奏を通じネブラスカを始めコロラド、テキサスなど近隣の州においてダイナミクス（後にドライビング・ダイナミクス）は著名なバンドとなり、シングル・レコードを残す。17歳の時に結婚した妻と子供を養うため、1965年にザ・ソウル・サバイバーズ（のちにザ・プアー）に加入し、家族を残してカリフォルニアに移住する。しかし成功からは程遠く、バンドは演奏の合間に新聞の販売や果てはマリファナ売買にまで手を出して糊口をしのぐ有様だった。
1968年、バッファロー・スプリングフィールドを解散したリッチー・フューレイ、ジム・メッシーナのオーディションを受け、彼らとともに新バンド、ポコを結成する。しかしファーストアルバム "Pickin' Up the Pieces" のプロデュースを巡ってフューレイ、メッシーナと対立し、バック・ミュージシャン的な扱いにも耐えかねたマイズナーは同作のリリースを待たずに脱退。ベースとバッキングボーカルはそのまま収録されたが、マイズナーがリードボーカルを取った曲は、ジョージ・グランサムのリードに差し替えられた。
ポコを離脱後、双子を出産した妻を気遣って一時は故郷ネブラスカの家族の元に戻り、ジョン・ディアの販売代理店で働いたりしたが、1969年、リッキー・ネルソンのマネージャー、ジョン・ボイランの誘いでネルソンのバック・バンド、ストーン・キャニオン・バンドに加入。"In Concert at the Troubadour, 1969" (1970)、"Rudy the Fifth" (1971) の2枚のアルバムに参加する。また、ジェームス・テイラーの『スウィート・ベイビー・ジェームス』などにもセッション・メンバーとして参加した。この間、クラブTroubadour におけるランディ・マイズナーの演奏を後にバンド仲間となるドン・ヘンリーとグレン・フライは聞き知っており、その腕前を認めていた。
1971年夏、再びボイランの誘いでリンダ・ロンシュタットのバック・バンドのメンバーとして採用され、そこでドン・ヘンリー、グレン・フライと出会う。後にバーニー・レドンも加わり、同年9月、ヘンリー、フライ、レドンとともにイーグルスを結成、デヴィッド・ゲフィンのアサイラム・レコードと契約し、1972年にアルバム『イーグルス・ファースト』をリリース。アルバム中 自らがリードボーカルをとった"Tryin'"や"Take the Devil"の他、"Earlybird""Most of us are sad"などをバンドメンバーと共作。二作目の「デスペラード」では"Certain Kind of Fool"、"Saturday Night"作曲にかかわりこれを歌っている。 イーグルス三作目のアルバム「オン・ザ・ボーダー」には "Is it true?" を書いて"Midnight Flyer" 同様リードボーカルをとる。また、イーグルスの人気と知名度を桁違いのものにしたという4作目の「呪われた夜」では自身が主に作曲し歌った "Take it to the limit"がイーグルス初のミリオンセラー・シングルとなる。イーグルスのギタリストであるドン・フェルダーとの共作 "Too Many Hands" もこのアルバムに収められている。
イーグルスには1976年の『ホテル・カリフォルニア』の制作と77年のツアーまでメンバーとして参加、自身の手による "Try and Love Again"を歌う。しかし、この曲がイーグルスとして公に演奏されることはなかった。結成当初は民主的だったバンド内で、ヘンリー、フライが徐々に専制的な態度を見せるようになったこと、ジョー・ウォルシュが加入し、バンドのサウンドがよりロック寄りになったこと、ビッグ・グループの一員としての多忙な生活に疲れたことなどが重なり、1977年9月にイーグルスを脱退する。後任には、ポコでもマイズナーの後任を務めたティモシー・B・シュミットが加入。私生活でもイーグルス脱退以前からライブツアーによる不在などにより結婚生活は破たんへ向かい、1980年に正式に離婚する。
その後はソロ・アーティストとして "Randy Meisner" (1978)、"One More Song" (1980)、"Randy Meisner" (1982) をリリース。2作目のアルバムタイトル曲　"One More Song" にはイーグルスのメンバー、グレン・フライとドン・ヘンリーがバックコーラスで参加している。またセッション・プレイヤーとしてジェームス・テイラー、ジョー・ウォルシュ、ダン・フォーゲルバーグ、ボブ・ウェルチ、リッチー・フューレイ、リチャード・マークスらのレコーディング、ライブに参加したほか、元ファイアフォールのリック・ロバーツとともにロバーツ-マイズナー・バンドでも活動。
1985年、バンド Black Tie(ジェイムス・グリフィン、ビリー・スワンらが参加したプロジェクト) としてアルバム「When the Night Falls」をリリース。
1989年、オリジナル・ラインナップで再結成したポコのアルバム "Legacy" に参加。
1996年、ニック・セント・ニコラス、マイケル・モナーク（いずれも元ステッペンウルフ）、ファーギー・フレデリクセン（元TOTO）、デニー・レイン（元ウイングス）、スペンサー・デイヴィス、アレックス・リガートウッド（元サンタナ）らビッグ・ネームのバンドの元メンバーたちが集まって結成されたワールド・クラシック・ロッカーズに参加。
1998年にはイーグルスがロックの殿堂入りした際に授賞セレモニーに登場。イーグルスのメンバーとともに「テイク・イット・イージー」「ホテル・カリフォルニア」を演奏した。
2001年、バンド　マイズナー・スワン・アンド・リッチとしてアルバム「マイズナー・スワン・アンド・リッチ」をリリース。
2004年頃から心臓疾患を患い、あまり人前で演奏する機会は多くなかった。カリフォルニア州ロサンゼルスのスタジオ・シティにおいて、1996年に結婚した2人目の妻と暮らしていたが、2016年に妻が銃の暴発で死去。さらに自身もアルコール依存症や双極性障害などを患っていた。
2023年7月26日、ロサンゼルスで慢性閉塞性肺疾患（COPD）の合併症で死去。77歳没。

## なりすまし事件
ルイス・ピーター・モーガンなる人物がマイズナーの名を語って数々の詐欺事件を働いたことがあった。被害者は楽器メーカー、カジノの経営者、女性など。モーガンは1998年に逮捕され16ヶ月を刑務所で過ごしたが、出所後もたびたびマイズナーになりすまし、2006年に再逮捕されるまで詐欺行為を続けた（ネバダ州のリノで、ホテルの部屋をマイズナーの名義で使用しようとするなど。周辺のホテルがこの詐欺師について情報交換していたおかげでこの詐欺は成功しなかった）。

## ディスコグラフィ

### アルバム
| 年   | タイトル                  | Billboard 200 |
| ---- | ------------------------- | ------------- |
| 1978 | Randy Meisner             | #94           |
| 1980 | One More Song             | #50           |
| 1982 | Randy Meisner             | －            |
| 2002 | Dallas                    | －            |
| 2005 | Love Me or Leave Me Alone | －            |

### シングル
| 年   | タイトル                            | チャート           | 最高位 |
| ---- | ----------------------------------- | ------------------ | ------ |
| 1975 | "Take It To The Limit" (イーグルス) | Adult Contemporary | 4      |
| 1975 | "Take It To The Limit" (イーグルス) | Pop Singles        | 4      |
| 1980 | "Deep Inside My Heart"              | Pop Singles        | 22     |
| 1981 | "Hearts on Fire"                    | Mainstream Rock    | 14     |
| 1981 | "Hearts on Fire"                    | Pop Singles        | 19     |
| 1982 | "Never Been in Love"                | Pop Singles        | 28     |
| 1990 | "Nothin' To Hide"（ポコ）           | Adult Contemporary | 10     |
| 1990 | "Nothin' To Hide"（ポコ）           | Pop Singles        | 39     |
| 1990 | "Nature of Love"（ポコ）            | Adult Contemporary | 10     |